# Consolida pubescens
Consolida pubescens là một loài thực vật có hoa trong họ Mao lương. Loài này được (DC.) Soó mô tả khoa học đầu tiên năm 1922.

## Hình ảnh

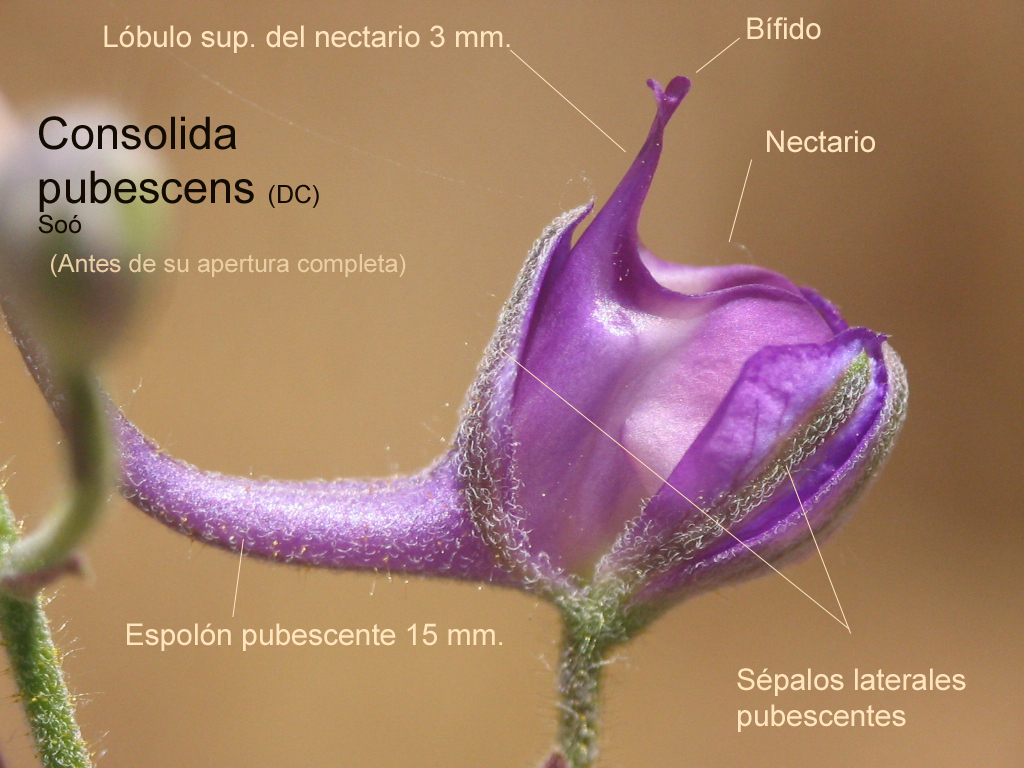
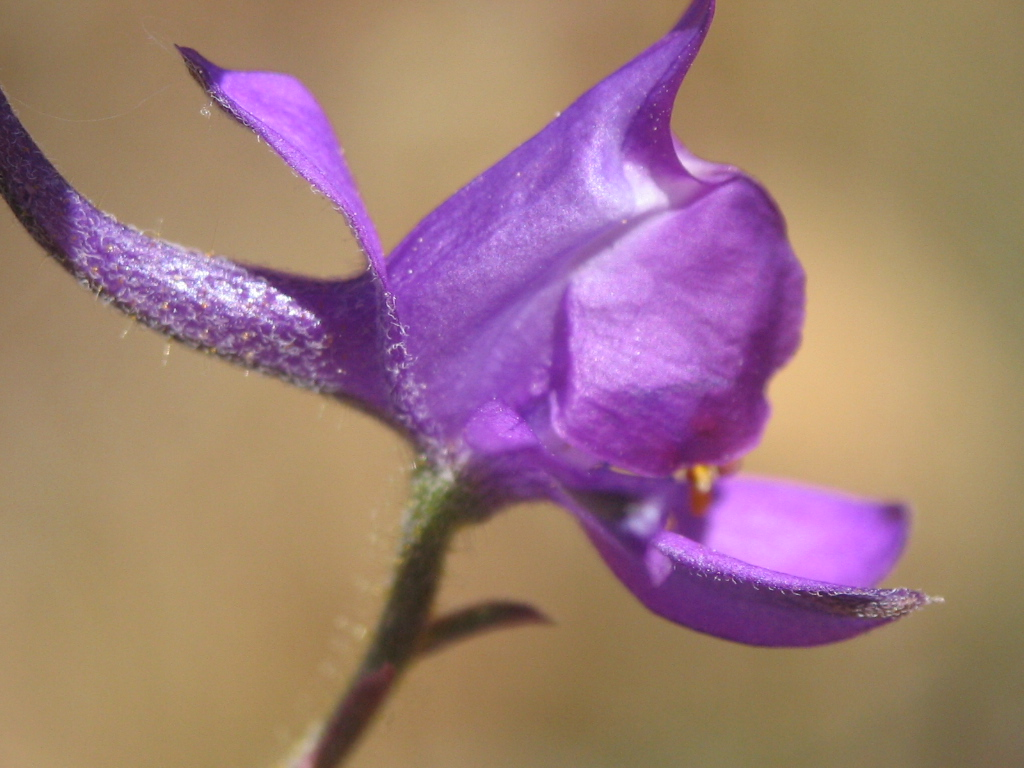
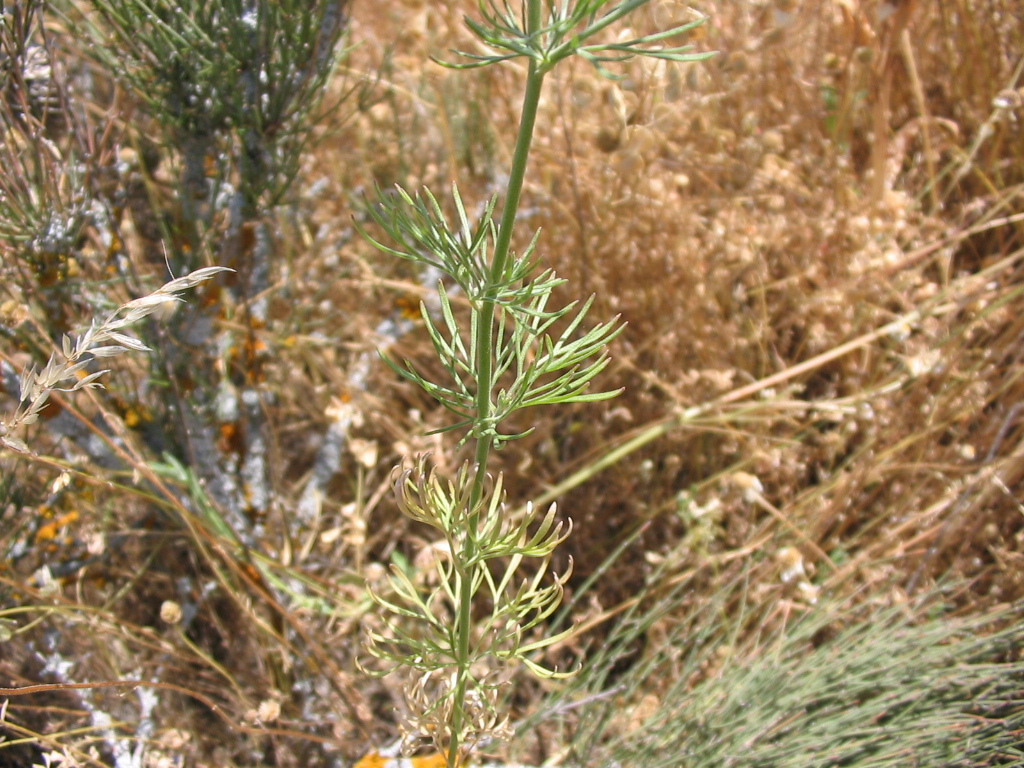